# 希維切

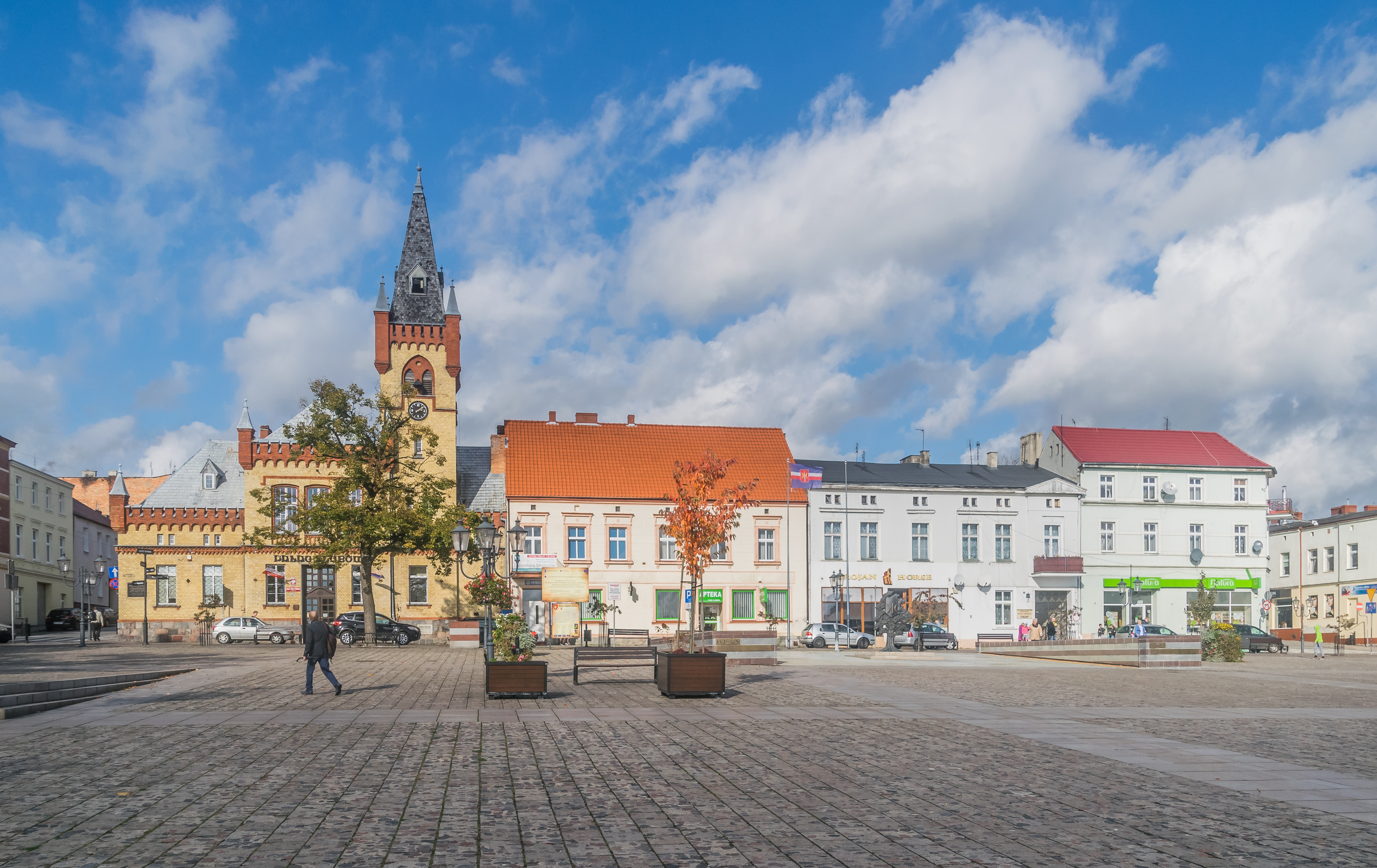

希維切（波蘭語：Świecie，發音：[ˈɕfjɛt͡ɕɛ] ⓘ，魏克瑟尔河畔施韦茨）是波蘭庫亞維-波美拉尼亞省的城鎮，位於該國北部，始建於1198年，面積11.87平方公里，最高點海拔高度86米，鎮上的條頓騎士團城堡建於1335至1350年，2006年人口25,614。
53°25′N 18°26′E / 53.417°N 18.433°E